# 129988 Camerondickinson
129988 Camerondickinson è un asteroide della fascia principale. Scoperto nel 1999, presenta un'orbita caratterizzata da un semiasse maggiore pari a 2,6490530 UA e da un'eccentricità di 0,1371333, inclinata di 15,20898° rispetto all'eclittica.